# Atletisme als Jocs Olímpics d'Estiu de 2024 - Llançament de martell masculí
La prova de Llançament de martell masculina d'Atletisme als Jocs Olímpics de París 2024 serà la 29a edició de l'esdeveniment en unes Olimpíades. La prova es disputarà entre el 2 i el 4 d'agost del 2024 a l'Stade de France de París.
El polonès Wojciech Nowicki és el vigent campió de la disciplina olímpica, després de guanyar la medalla d'or als Jocs Olímpics de Tòquio 2020. La medalla de plata la va guanyar el noruec Eivind Henriksen i la medalla de bronze fou pel també polonès Pawel Fajdek.
L'equip dels Estats Units és la selecció més guardonada, amb 7 medalles d'or, 5 medalles de plata i 7 medalles de bronze, en les 28 edicions que l'esdeveniment ha estat present als Jocs Olímpics. El llançador estatunidenc John Flanagan, amb 3 medalles d'or, és l'atleta més guardonat en tota la història de la competició.

## Format
La prova del llançament de martell consisteix en llançar el més lluny possible una bola de metall unida a una empunyadura mitjançant un cable d'acer. La competició començarà amb tots els atletes classificats, competint en 2 grups diferents. Com a mínim 12 atletes passaran a la final. Si aconsegueixen superar la distància de referència passaran directament a la final i si no ho fan, han de quedar entres les 12 posicions més elevades dels dos grups en general. A la final, els 3 atletes que aconsegueixin fer un llançament més llarg, guanyaran les medalles.

## Classificació
Hi ha dues maneres de classificar-se per la prova olímpica. La forma principal és superant la marca estàndard de classificació (que per aquesta edició es troba en els 78,20 metres), en qualsevol prova organitzada o supervisada per la Federació Internacional d'Atletisme, entre l'1 de juliol de 2023 i el 30 de juny de 2024. Depenent dels llocs que sobrin es podran classificar els atletes que no hagin aconseguit aquesta marca mitjançant les places universals i el rànquing atlètic i fent prevaler la diversitat geogràfica. S'ha de tenir en compte que només es podran classificar un màxim de 3 atletes per país i en cas que sigui superior, cada federació haurà d'escollir els 3 llançadors que consideri per participar en les Olimpíades.
| Mètode de classificació  | Places | País         | Atleta classificat |
| ------------------------ | ------ | ------------ | ------------------ |
| Marca estàndard - 78,20m | 2      | Polònia      | Wojciech Nowicki   |
| Marca estàndard - 78,20m | 2      | Polònia      | Pawel Fajdek       |
| Marca estàndard - 78,20m | 2      | Estats Units | Rudy Winkler       |
| Marca estàndard - 78,20m | 2      | Estats Units | Daniel Haugh       |
| Marca estàndard - 78,20m | 1      | Canadà       | Ethan Katzberg     |
| Marca estàndard - 78,20m | 1      | Hongria      | Bence Halász       |
| Marca estàndard - 78,20m | 1      | Ucraïna      | Mykhaylo Kokhan    |
| Rànquing atlètic         | 1      |              |                    |
| Places universals        | 1      |              |                    |

## Medaller històric
| Posició | País                | Or | Argent | Bronze | Total |
| ------- | ------------------- | -- | ------ | ------ | ----- |
| 1       | Estats Units        | 7  | 5      | 7      | 19    |
| 2       | URSS                | 6  | 5      | 5      | 16    |
| 3       | Hongria             | 5  | 2      | 2      | 9     |
| 4       | Polònia             | 2  | 0      | 3      | 5     |
| 5       | Irlanda             | 2  | 0      | 0      | 2     |
| 6       | Alemanya            | 1  | 2      | 1      | 4     |
| 7       | Equip Unificat      | 1  | 1      | 1      | 3     |
| 8       | Eslovènia           | 1  | 1      | 0      | 2     |
| 8       | Finlàndia           | 1  | 1      | 0      | 2     |
| 10      | Japó                | 1  | 0      | 1      | 2     |
| 11      | Tadjikistan         | 1  | 0      | 0      | 1     |
| 12      | Belarús             | 0  | 2      | 2      | 4     |
| 13      | Suècia              | 0  | 2      | 1      | 3     |
| 14      | Alemanya Occidental | 0  | 1      | 1      | 2     |
| 14      | Canadà              | 0  | 1      | 1      | 2     |
| 16      | Alemanya de l'Est   | 0  | 1      | 0      | 1     |
| 16      | Iugoslàvia          | 0  | 1      | 0      | 1     |
| 16      | Noruega             | 0  | 1      | 0      | 1     |
| 16      | Itàlia              | 0  | 1      | 0      | 1     |
| 20      | Ucraïna             | 0  | 0      | 1      | 1     |
| 20      | Regne Unit          | 0  | 0      | 1      | 1     |